# Sân bay Syktyvkar
Sân bay Syktyvkar (IATA: SCW, ICAO: UUYY) là một sân bay ở thành phố Syktyvkar, Cộng hòa Komi, Nga. Nó có thể phục vụ các máy bay loại trung bình. Năm 2016, dự án xây dựng nhà ga mới tại đây đã được phê duyệt.

## Hãng hàng không và điểm đến
| Hãng hàng không | Các điểm đến |
| --------------- | --- |
| Aeroflot        | Moskva–Sheremetyevo |
| Komiaviatrans   | Inta, Kazan, Kotlas, Moskva–Domodedovo, Naryan-Mar, Pechora, Perm, Samara, Saint Petersburg, Ufa, Ukhta, Usinsk, Ust-Tsilma, Vorkuta Theo mùa: Anapa, Krasnodar, Mineralnye Vody |
| Pegas Fly       | Bay thuê theo mùa: Antalya, Djerba, Dubai-Al Maktoum, Gazipaşa, Monastir |
| Rossiya         | Saint Petersburg |
| RusLine         | Arkhangelsk, Kaliningrad, Krasnodar, Samara, Yekaterinburg |
| Smartavia       | Saint Petersburg Theo mùa: Simferopol |
| Utair           | Moskva–Vnukovo Theo mùa: Anapa |